# Борд за финансова стабилност
Бордът за финансова стабилност е международна финансова организация, създадена от индустриалните и развити страни от Г-20 на срещата на върха в Лондон през април 2009 година.
Базиран е на основата на т.нар. форум за финансова стабилност, който съществува от 1999 г.
Основната цел на организацията е да се идентифицират слабостите в глобалната финансова стабилност, разработка и приемане на регулаторна и надзорна политика в областта на международните финанси.
Управителният съвет на организацията се състои от представители на националните финансови органи на страните от Г-20 (Централни банки, Сметни палати, Министерства на финансите и др.), международните финансови институции, комисии от експерти от централните банки на страните от Г-20.